# Pietro Gabrini

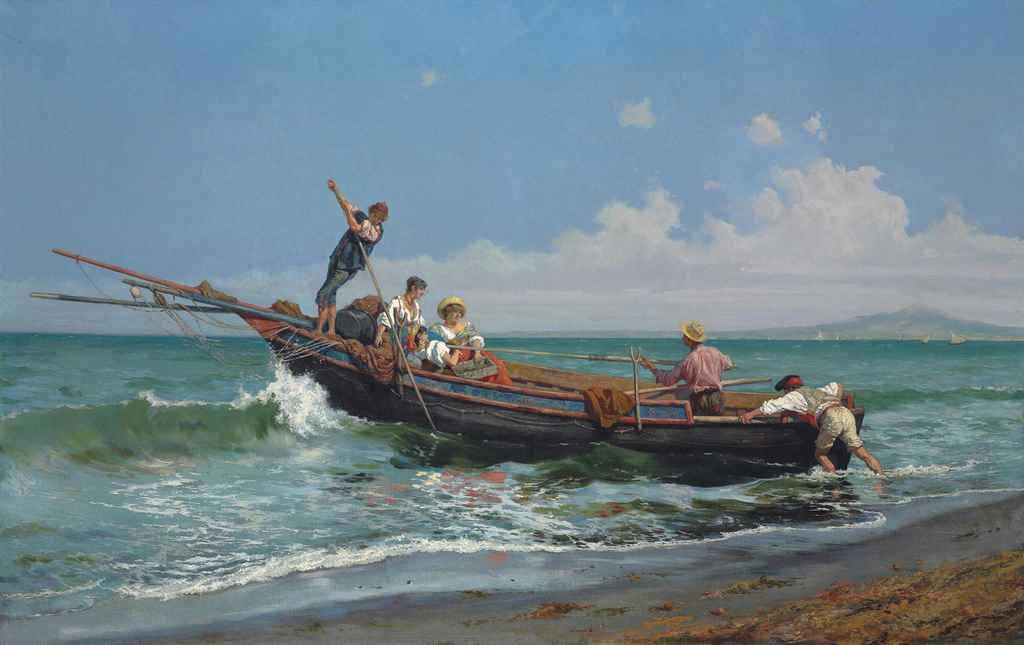
Una barca de pesca en la bahía de Nápoles con el Vesubio al fondo, 1885, óleo sobre lienzo, 100,3 x 161,3 cm, colección particular.

Pietro Gabrini (Roma, 1856-1926) fue un pintor italiano.

## Biografía
Fue discípulo del pintor Guglielmo De Santis. Pinta obras de historia y en 1892 obtuvo un importante reconocimiento en la exposición celebrada en Milán con motivo del cuarto Centenario del Descubrimiento a la que concurrió con una pintura dedicada al desembarco de Cristóbal Colón posteriormente donada por el pintor al gobierno argentino. Su especialidad, con todo, serán los paisajes y marinas, sin abandonar los motivos históricos y orientalistas. Formó parte de la Sociedad de Acuarelistas Romanos. 